# Hochhaus an der Weberwiese
La Hochhaus an der Weberwiese (littéralement « Gratte-ciel du Champ des tisserands ») est un immeuble résidentiel situé dans le quartier de Friedrichshain à Berlin, en Allemagne.
Construit lors de la reconstruction d'après-guerre, c'était le premier exemple de classicisme socialiste en République démocratique allemande.

## Histoire
La construction d'une « maison haute » est décidée dans le cadre du plan de reconstruction du quartier de Friedrichshain, dévasté par les bombardements de la Seconde Guerre mondiale.
L'ensemble du complexe est conçu par l'architecte Hans Scharoun, qui a dessiné certains bâtiments en reprenant le style de la « nouvelle objectivité », typique des années 1920 et 1930.
Ce choix est fortement critiqué sur le plan politique : le gouvernement de la RDA nouvellement formée préfère en effet une reconstruction suivant les principes du classicisme socialiste, typique de l'Union soviétique de cette période, prônant un retour aux « traditions nationales ».
Dès lors, le projet de « maison haute », esquissé par Hermann Henselmann dans le style fonctionnaliste, est entièrement repensé, pour se conformer à un style néoclassique remontant aux bâtiments de Schinkel du XIXe siècle.
Construit de 1951 à 1952, la « Hochhaus » devient le symbole de la reconstruction en RDA, et un modèle pour l'urbanisation à Berlin et dans d'autres villes d'Allemagne de l'Est.

## Bibliographie

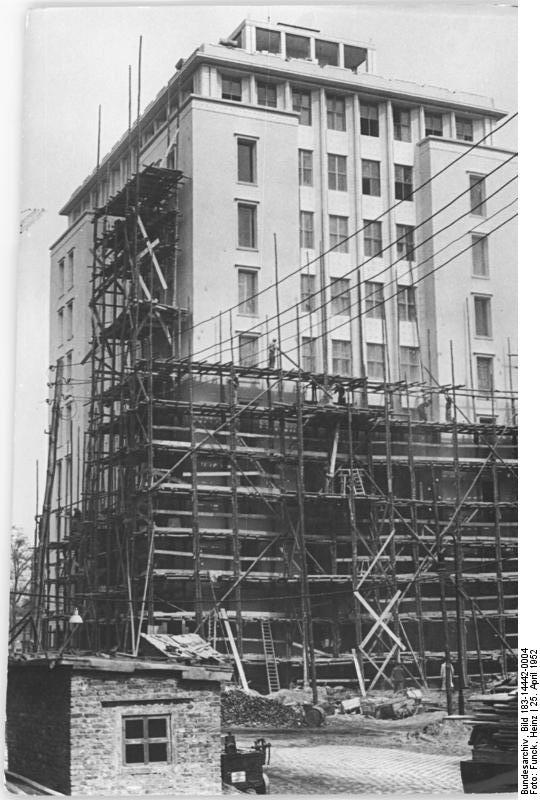
Démontage des échafaudages, 1952.
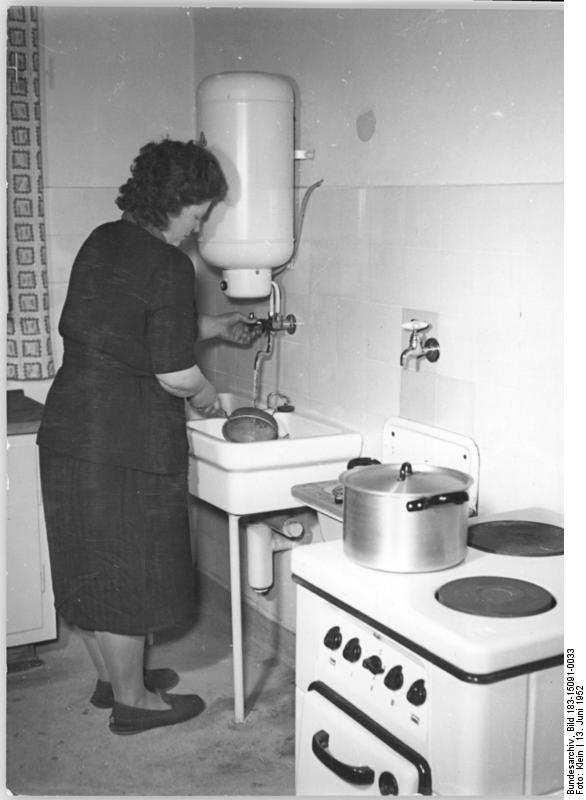
Une cuisine équipée, innovante pour l'époque : évier avec chauffe-eau, lessiveuse avec robinet, cuisinière à gaz.